# Jorge Uscatescu
Jorge Uscatescu (Cretesti-Gorj, 5 de mayo de 1919 - Madrid, 11 de junio de 1995) fue un filósofo, historiador y ensayista rumano exiliado en España. Doctor en Filosofía y Letras y Doctor en Derecho por la Universidad de Roma.  Catedrático de Teoría de la Cultura y Estética General de la Universidad Complutense de Madrid. Uscatescu es autor de más de tres mil artículos y ensayos sobre temas de actualidad cultural y política, así como de más de ochenta volúmenes publicados en español, francés, italiano, alemán, inglés, rumano, portugués y griego.

## Pensamiento
Su obra gira en torno a una amplia temática referente a la filosofía pura, filosofía de la historia y la cultura, estética y teoría de la política. Todo ello integrado en una filosofía de la ambigüedad que el profesor Uscatescu consideraba esencial para una actual ontología de la cultura y para caracterizar, en sus dilatadas formas, el humanismo contemporáneo. La estructura común del conjunto de su obra corresponde a una predisposición formativa, en cierto modo entendida a la manera de Vico, en el sentido de que a la filosofía se une la filología y, a ambas, una formación jurídica con toda la dimensión de su racionalidad estructural y lógica. Jorge Uscatescu fue presidente de la Sociedad Internacional de Estudios Filosóficos «Giovanni Gentile», de Roma. Miembro del Instituto de Estudios Europeos «Antonio Rosmini», de Bolzano. Premio Nacional de Literatura «Menéndez y Pelayo» de 1970 por su obra Erasmo y Premio de la Unidad Europea de Roma por su obra Profetas de Europa.

## Obras
De su prolífica obra, cabría destacar Juan Bautista Vico y el mundo histórico, Escatología e historia, Introducción a la ontología de la cultura, Aporías del estructuralismo, Estética y crítica en Benedetto Croce, Ortega y la política de la cultura, Cultura y vanguardia, Supervivencia de la literatura y del arte, Agustín, Nietzsche, Kierkegaard, Brancusi y el arte del siglo, Estructuras de la imaginación, La anarquía y las fuentes del poder, Teatro occidental contemporáneo, Erasmo, un creador prodigioso y El poder: del narcisismo a la violencia.
- El problema de Europa, Madrid, Colección de Estudios Europeos, 1949, 192 pp.
- Rumanía, Madrid, Consejo Superior de Investigaciones Científicas, 1951, 210 pp.
- De Maquiavelo a la razón de Estado, Madrid, Imp. de José Luis Cosano, 1951, 223 pp.
- Europa ausente, Madrid, Editora Nacional, 1952, 193 pp.
- Tiranía y negación de la Historia, Madrid, Ateneo, 1955, 37 pp.
- Rebelión de las minorías, Madrid, Editora Nacional, 1955, 211 pp.
- J.B. Vico y el mundo histórico, Madrid, Consejo Superior de Investigaciones Científicas, 1956, 222 pp.
- Constantin Brancusi, Madrid, Ateneo/Editora Nacional, 1958
- Nuevos retratos contemporáneos, Madrid, Dossat, 1959, 361 pp.
- Escatología e Historia, Madrid, Guadarrama, 1959, 238 pp.
- Hombres y realidades de nuestro tiempo, Madrid, Ariel, 1961, 190 pp.
- Profetas de Europa, Madrid, Editora Nacional, 1961, 172 pp.
- Utopía y plenitud histórica, Madrid, Guadarrama, 1963, 240 pp.
- El tiempo de Ulises, Madrid, Editora Nacional, 1963, 224 pp.
- Séneca, nuestro contemporáneo, Madrid, Gráficas Uguina, 1965, 176 pp.
- Aventura de la libertad, Madrid, Instituto de Estudios Políticos, 1966, 181 pp.
- Fronteras del silencio, Madrid, Editora Nacional, 1967, 276 pp.
- Teatro occidental contemporáneo, Madrid, Guadarrama, 1968, 202 pp.
- Proceso al humanismo, Madrid, Guadarrama, 1968, 214 pp.
- Némesis y libertad, Madrid, Editora Nacional, 1968, 200 pp.
- Del Derecho romano al Derecho soviético, Madrid, Instituto de Estudios Políticos, 1968, 115 pp.
- Erasmo, Madrid, Editora Nacional, 1969, 243 pp.
- Maquiavelo y la pasión del poder, Madrid, Ediciones Guadarrama, 1969, 219 pp.
- Conversaciones actuales, Madrid, Editora Nacional, 1971, 259 pp.
- Aporías del estructuralismo, Madrid, Instituto de Estudios Políticos, 1971, 178 pp.
- Supervivencia de la literatura y del arte, Madrid, Rialp, 1972, 187 pp.
- Mis ventanas abiertas, Madrid, Organización Sala Editorial, 1972
- Breve teoría e historia de la cultura, Madrid, Instituto Editorial Reus, 1973, 300 pp.
- Saber y Universidad, Madrid, Instituto de Estudios Políticos, 1975, 238 pp.
- Idea del arte, Madrid, Reus, 1975
- Estructuras de la imaginación, Madrid, Instituto Editorial Reus, 1976, 166pp.
- Ideas maestras de la cultura española, Madrid, Reus, 1977
- Filosofía, Zaragoza, Editorial Luis Vives, 1978, 223 pp.
- Tragedia y política, Madrid, Fundación Pastor, 1980, 104 pp.
- Introducción a la ontología de la cultura, Forja, 1983
- Fragmentarium: mis nuevas ventanas abiertas, Forja, 1983
- Agustín, Nietszsche, Kierkegaard. Nuevas lecturas de filosofía y filología, Forja, 1983
- Poemas de la tierra perdida, Bitácora, 1991